# Strigoi
strigoi (do romano: "strix", do latim: "striga", pássaro que grita o nome da vítima) no folclore romeno é um espírito reanimado e vampiresco ou de ordem inferior (morto-vivo) que retornou do túmulo para atormentar. Expandido para representar também demonio e bruxa na região devido influencia dos países eslavos. Podem ser uma pessoa viva com propriedades mágicas, como transformar-se em um animal, torna-se invisivel, e a tendência para retirar a vitalidade das vítimas através da perda de sangue.
Uma strigoaică (forma feminina do singular) é uma bruxa. Os strigoi diferem dos moroi, sendo parentes próximos dos lobisomens conhecidos como "pricolici" ou "vârcolaci", estes últimos por vezes também conhecidos como "goblins".

## Etimologia
Strigoi deriva da palavra "strigă" com sufixo "-oi" (feminino "oaie"), que em romeno significa "grito" ou "coruja-das-torres", cognato com o italiano strega, que significa "bruxa", descendendo da palavra latina strix, para coruja.

## Características
Strigoi viu é uma bruxa vampírica viva. Strigoi mort é um vampiro morto (morto-vivo). São muitas vezes associados aos vampiros ou zumbis.
De acordo com a mitologia romena, um strigoi tem cabelo ruivo, olhos azuis e dois corações. O strigoi pode transformar-se numa série de animais, tais como corujas das torres, morcegos, ratos, gatos, lobos, cães, sapos, cobras, lagartos e aranhas ou outros insectos.

## Historiografia

### Relatórios iniciais
Uma das primeiras menções a um strigoi histórico é a história de Jure Grando Alilović (1579–1656) da região da Ístria. Acredita-se que o aldeão tenha sido a primeira pessoa real descrita como vampiro porque foi referido como strigoi, štrigon ou štrigun nos registros locais contemporâneos.  Supõe-se que Grando tenha aterrorizado sua antiga aldeia dezesseis anos após sua morte. Eventualmente, ele foi decapitado pelo padre local e pelos moradores. O cientista carniolano Johann Weikhard von Valvasor escreveu sobre a vida e a vida após a morte de Jure Grando Alilović em sua extensa obra A Glória do Ducado de Carniola, quando visitou Kringa durante suas viagens.  Este foi o primeiro documento escrito sobre vampiros.  Grando também foi mencionado em escritos de Erasmus Francisci e Johann Joseph von Goerres (La mystique Divine, Naturelle, et diabolique , Paris 1855), cuja história era muito mais elaborada, cheia de detalhes fantásticos para tornar a história mais interessante e sensacional. Nos tempos modernos, o escritor croata Boris Perić pesquisou a lenda e escreveu um livro ( O Vampiro ) sobre a história.  Striga são mencionadas pelo estadista e soldado moldavo Dimitrie Cantemir em sua obra Descriptio Moldaviae (1714-1716). Ele pensava que a striga eram principalmente crenças da Moldávia e da Transilvânia . No entanto, ele os associou a bruxas ou feiticeiros, em vez de vampiros mortos-vivos bebedores de sangue. O livro menciona a imersão – um teste tradicional de bruxaria – como método de identificação de uma striga. 

### Escritos modernos
Um artigo de 1865 sobre o folclore da Transilvânia, escrito por Wilhelm Schmidt, descreve os strigoi como criaturas noturnas que atacavam crianças. Ele relata uma tradição em que, ao nascer uma criança, atira-se uma pedra para trás e exclama-se: "Isto na boca do strigoi !"  Em 1909, Franz Hartmann mencionou em seu livro "Uma história autêntica de vampiro" que crianças camponesas de uma vila nas montanhas dos Cárpatos começaram a morrer misteriosamente. Os aldeões começaram a suspeitar que um conde recentemente falecido era um vampiro que morava em sua antiga fortaleza. Aldeões assustados queimaram o castelo para impedir as mortes. 

### Era comunista
Em seu livro Em Busca do Drácula, A História do Drácula e dos Vampiros, Radu Florescu menciona um acontecimento ocorrido em 1969 na cidade de Căpățâneni, onde após a morte de um homem idoso, vários membros da família começaram a morrer em circunstâncias suspeitas. Desenterrado, o cadáver não apresentava sinais de decomposição, seus olhos estavam bem abertos e seu rosto estava vermelho e retorcido. O cadáver foi queimado para salvar sua alma.  Durante a Revolução Romena de 1989, o cadáver de Nicolae Ceaușescu não recebeu um enterro adequado. Isso fez do fantasma do ex-ditador uma ameaça nas mentes dos romenos supersticiosos. Um ativista revolucionário, Gelu Voican, forrou o apartamento do ditador com tranças de alho. Este é um remédio tradicional contra os strigoi. 

### Era pós-comunista
Em Fevereiro de 2004, uma mulher da aldeia de Marotinu de Sus, no condado de Dolj , afirmou ter sido visitada pelo seu falecido tio, um romeno de 76 anos chamado Petre Toma, que tinha morrido em Dezembro do ano anterior. Temendo que o falecido pudesse ter se tornado um strigoi, o cunhado da mulher, Gheorghe Marinescu, organizou um grupo de caça aos vampiros composto por vários membros da família. Depois de beber um pouco de álcool, desenterraram o caixão de Petre Toma, fizeram uma incisão em seu peito e arrancaram seu coração. Após a retirada do coração, o corpo foi queimado e as cinzas misturadas em água e bebidas pela sobrinha de Toma, acreditando que isso poria fim à assombração. A polícia do condado de Dolj prendeu posteriormente seis dos membros da família que participaram do ritual, acusando-os de "perturbar a paz dos mortos".  Eles foram condenados a seis meses de prisão e a pagar indenização à família do falecido. Desde então, na aldeia vizinha de Amărăştii de Sus, as pessoas enfiam uma estaca endurecida pelo fogo no coração ou na barriga dos mortos como uma "medida preventiva". 

## Mitologia

### Surgimento
O enciclopedista Dimitrie Cantemir e o folclorista Teodor Burada em seu livro Datinile Poporului română la emmormântări ("As tradições do povo romeno nos funerais")publicado em 1882 referem-se a casos de estrigoísmo. O morto-vivo pode ser um homem vivo, nascido sob certas condições: Ser o sétimo filho do mesmo sexo numa família; Levar uma vida de pecado;  Morrer sem ser casado;  Morrer por execução por perjúrio;  Morrer por suicídio;  Morra da maldição de uma bruxa. 
Dizem que os strigoi são carecas, não comem alho e cebola, evitam incenso e, na festa de Santo André, dormem ao ar livre. Sua coluna é alongada em forma de cauda, coberta de pelos. Se houver uma seca numa aldeia, significa que há um strigoi que impede as chuvas. Se chover com pedras (granizo), Deus pune o strigoi que não deixa cair “chuva limpa”, e se chover com sol, acredita-se que um dos strigoi tenha sido morto. 
Os strigoi tiram o leite das vacas, tiram o maná do trigo, a força do povo, param as chuvas, trazem granizo e trazem morte entre homens e gado. No dia de São Jorge (23 de abril), os meninos dão água às meninas para que não sofram de strigoi, mas também para que não se transformem nessas criaturas. Para matá-los, o túmulo do suposto strigoi é revistado e um rito é lido para ele pelos sacerdotes e um galho de carvalho, teixo ou freixo é golpeado em seu coração, é perfurado com um prego ou uma faca, para permanecer amarrado ao caixão e não poder sair livremente por aí. 

### Tipos
Tudor Pamfile em seu livro Mitologia Romena compila todas as denominações de mortos-vivos na Romênia strâgoi, Moroi na Transilvânia ocidental, Valáquia e Oltenia, vidmă  em Bucovina, vârcolacul, Cel-rau , ou vampiro.  Os tipos descritos são: Bruxa; Morto-vivo: um morto-vivo ou feiticeiro; Strigoi mort: um strigoi morto, o mais perigoso. Eles emergem de seus túmulos para atormentar suas famílias até que seus parentes morram. 

### Prevenção e proteção
Uma forma comum de identificar um vampiro era colocar um menino de 7 anos vestido de branco em um cavalo branco perto do cemitério ao meio-dia. Acreditava-se que o cavalo iria parar no túmulo do suposto vampiro. Em 1887, o geógrafo francês Élisée Reclus detalha os enterros na Romênia: "Se o falecido tem cabelos ruivos, ele está muito preocupado por ter voltado na forma de cachorro, sapo, pulga ou percevejo, e que entre nas casas à noite para sugar o sangue de belas jovens, por isso é prudente pregar fortemente o caixão, ou, melhor ainda, uma estaca no peito do cadáver." 
Simeon Florea Marian em Înmormântarea la români (1892) descreve outro método preventivo, desenterrar e decapitar, e depois enterrar novamente o cadáver e a cabeça com a face para baixo. O Dracula Scrapbook de Peter Haining, publicado pelas edições da New English Library em 1976, relatou que a carne de um porco morto em 17 de outubro, dia da festa de Santo Inácio era uma boa maneira de se proteger contra vampiros, segundo a lenda romena. 

## Outros usos
Strigoiulu (o Strigoi) era o nome de uma revista satírica em língua romena publicada brevemente em 1862 na região de Peste. 